# Ольберс (лунный кратер)
Кратер Ольберс (лат. Olbers) — большой древний ударный кратер в области западного побережья Океана Бурь в западной экваториальной области видимой стороны Луны. Название присвоено в честь немецкого астронома, врача и физика Генриха Ольберса (1758—1840) и утверждено Международным астрономическим союзом в 1935 г. Образование кратера относится к нектарскому периоду.

## Описание кратера

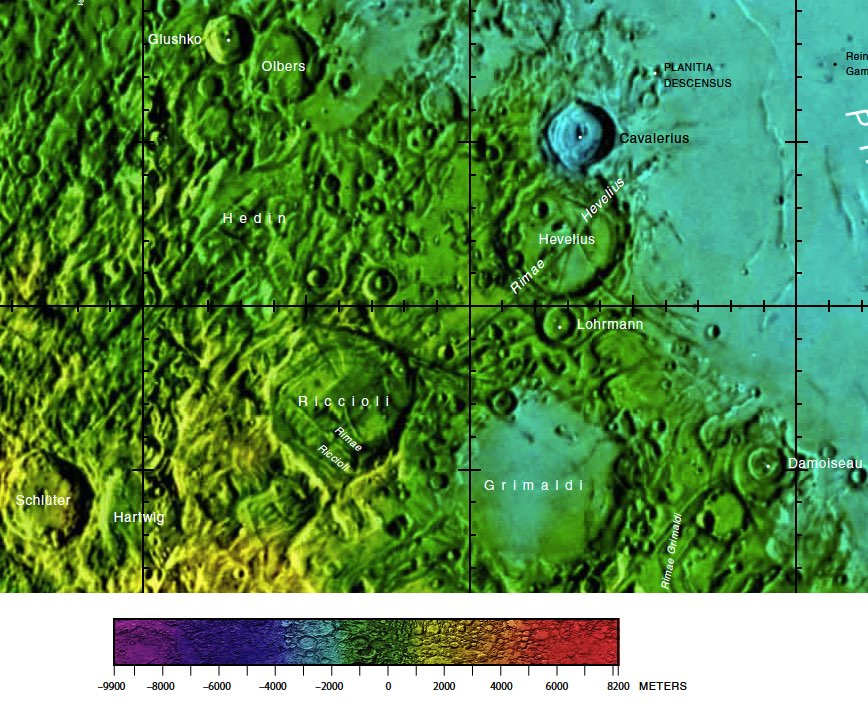
Окрестности кратера Ольберс. Фрагмент карты видимой стороны Луны.

Ближайшими соседями кратера являются кратер Глушко примыкающий к северо-западной части вала кратера Ольберс; кратер Кардан на севере-северо-востоке; кратер Кавальери на востоке и кратер Гедин на юге. На северо-востоке от кратера располагается борозда Кардана. Селенографические координаты центра кратера 7°18′ с. ш. 76°08′ з. д. / 7,3° с. ш. 76,14° з. д., диаметр 73 км, глубина 1940 м.
Кратер Ольберс имеет полигональную форму и значительно разрушен. Вал сглажен, в северной, восточной и южной части прорезан долинами. Восточная часть вала перекрыта небольшим кратером, вал в этой части двойной; юго-западная часть вала и чаши перекрыта сателлитным кратером Ольберс S. Дно чаши кратера пересеченное, отмечено светлыми лучами и породами выброса от кратера Глушко, в восточной части чаши расположена система борозд. В юго-западной части расположен подковообразный хребет, возможно часть вала сателлитного кратера Ольберс S, высотой около 800 м. Место центрального пика занимает повышение местности.

## Сателлитные кратеры
| Ольберс | Координаты                                            | Диаметр, км |
| ------- | ----------------------------------------------------- | ----------- |
| B       | 6°50′ с. ш. 74°13′ з. д. / 6,84° с. ш. 74,21° з. д.   | 16,4        |
| D       | 10°14′ с. ш. 78°02′ з. д. / 10,23° с. ш. 78,03° з. д. | 100,0       |
| G       | 8°24′ с. ш. 74°40′ з. д. / 8,4° с. ш. 74,67° з. д.    | 9,0         |
| H       | 8°41′ с. ш. 74°33′ з. д. / 8,69° с. ш. 74,55° з. д.   | 7,5         |
| K       | 6°49′ с. ш. 78°17′ з. д. / 6,81° с. ш. 78,28° з. д.   | 23,8        |
| M       | 8°00′ с. ш. 81°11′ з. д. / 8,0° с. ш. 81,18° з. д.    | 39,8        |
| N       | 9°02′ с. ш. 79°49′ з. д. / 9,03° с. ш. 79,82° з. д.   | 21,1        |
| S       | 6°50′ с. ш. 76°41′ з. д. / 6,83° с. ш. 76,68° з. д.   | 16,2        |
| V       | 9°08′ с. ш. 73°07′ з. д. / 9,13° с. ш. 73,12° з. д.   | 6,4         |
| W       | 5°53′ с. ш. 81°37′ з. д. / 5,89° с. ш. 81,61° з. д.   | 18,3        |
| Y       | 6°28′ с. ш. 83°44′ з. д. / 6,46° с. ш. 83,73° з. д.   | 20,2        |

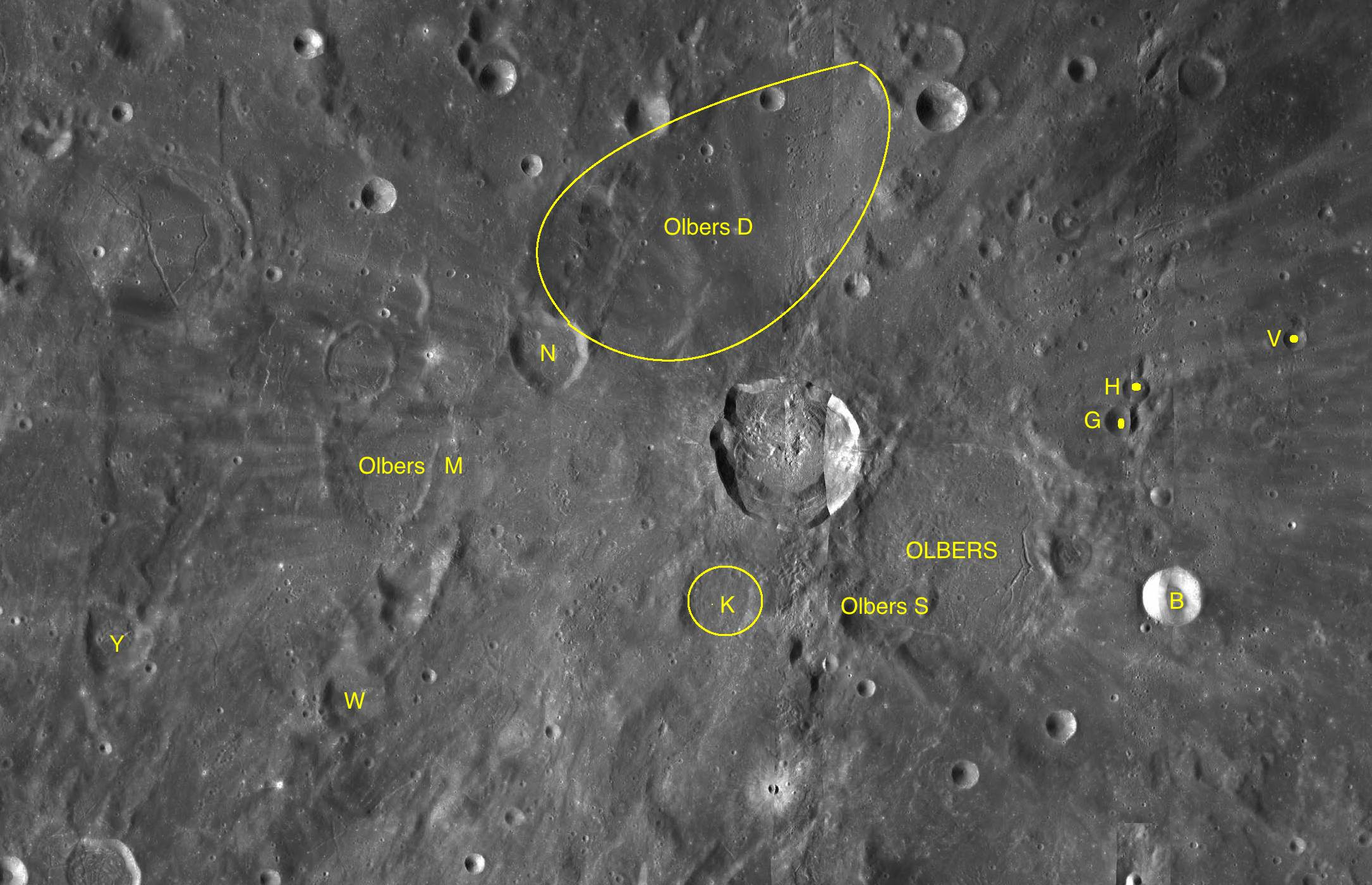
Фрагмент карты LAC-55.

- Сателлитный кратер Ольберс А в 1994 г. переименован Международным астрономическим союзом в кратер Глушко.

## См.также
- Список кратеров на Луне
- Лунный кратер
- Морфологический каталог кратеров Луны
- Планетная номенклатура
- Селенография
- Минералогия Луны
- Геология Луны
- Поздняя тяжёлая бомбардировка